# آرتور آوتیسیان
آرتور آوتیسیان  زادهٔ ۱۹۹۸) ژیمناست اهل ارمنستان است.